# Yrjö Kivimies
Yrjö Armas Kivimies, född Mattila, den 8 december 1899 i Joensuu, död 18 mars 1980 i Helsingfors, var en finländsk författare och översättare.
Kivimies var under flera decennier en centralgestalt inom finsk kulturdebatt. Han gav ut kåseri- och novellsamlingar, romanen Toisen asteen ihmisiä 1938, med mera och redigerade den kulturhistoriska debattboken Pidot tornissa 1937. Därtill utgav han en finsk synonymordbok 1946 och en fraseologisk ordbok 1964. Han översatte flera av den anglosaxiska litteraturens klassiker till finska, bland annat verk av Rudyard Kipling, Edgar Allan Poe och Mark Twain.
År 1960 utnämndes Kivimies till hedersdoktor vid Åbo universitet.